# Кан, Джонатан
Джонатан Кан (англ. Jonathan Cahn, род. 1961) — мессианский еврейский раввин/пастор, известный своей очень популярной книгой «Предвестник». В ней он сравнивает судьбу США с судьбой древнего Израиля. Предупреждения древнему Израилю не были услышаны и царство было разрушено. Одним из предупреждений США он считает взрывы торговых центров 11 сентября 2001 г. Он призывает американцев раскаяться в греховной жизни и обратиться к Господу Иисусу Христу. В книге пророка Исаии 9:10 он видит прямое предупреждение американскому народу. Книга «Предвестник» породила следующую за ней книгу «Предвестники и объяснения».
Книга «Предвестник» продана в количестве 2 млн экземпляров. Последующая книга «Тайны шмиты» также является очень популярной, в ней он объясняет, почему в США в сентябре 2015 г. произойдёт экономический коллапс.

### Личная жизнь
Родился в Нью-Йорке в еврейской семье, очень часто посещал синагогу. В возрасте 8 лет потерял веру в Бога и стал атеистом. Несколько лет позже стал задумываться о судьбе атеистов. У него было много вопросов, на которые он не находил ответы в доктрине атеистов, но к 20 годам он уже определился и выбрал для себя позицию мессианского еврея, поняв, что Иисус Христос — это Мессия. Произошло это после двух несчастных случаев, когда он лишь по воле Божьей остался жив. В первый раз он необыкновенным образом проскочил смертельное ДТП. Во второй раз он успел переехать переезд, когда сразу после него столкнулись два поезда, и погибли люди, ожидавшие переезда. Поступил в университет, основанный в 1967 г. Рокфеллером, где изучал историю. В Нью-Йорке работал в социальных учреждениях, занимавшихся пробелами бездомных. Позднее получил лицензию на самостоятельную деятельность в этой области.

### Верование
Утверждает, что получил сан раввина от раввина, примкнувшего к мессианскому движению. Считает себя еврейским раввином и проповедником Нового Завета.

### Деятельность
В 1989 г. организовал движение под названием «Надежда мировой проповеди» (Hope of the World Ministries), где он занимается проповедью Евангелия и разрабатывает проекты для помощи нуждающимся. В настоящее время он является президентом этой организации, издает журнал «Сапфир» (Sapphire), выступает на радио и телевидении.
На YouTube образовал свой канал в июне 2015 г., который очень быстро стал популярным. Его приглашают во все христианские программы и большое количество людей приходит в библейский мессианский центр. В 2015 г. был приглашен в Вашингтон, чтобы выступить перед правительственной элитой. Речь была взволнованной и зажигательной, ключевая мысль была призвать Америку к покаянию.
Является главой собрания людей (Beth Israel Jerusalem Center), которое возносит молитвы Господу Иисусу Христу. В 90 годы собрания проходили в Гарфилде, Нью-Джерси. Но в 2008 г. они переехали в Вэйн, Нью-Джерси из-за преследования ортодоксальными иудеями, которые осуждают подобную деятельность.
Когда община перебралась на север Нью Джерси, они организовали совместные мероприятия с членом организации «Евреи для иудаизма». Кан ответил журналистам, что община ориентирована не только на иудеев, но также принимает всех желающих вступить в неё.

### Книги
- Предвестник (The Harbinger)[3] (2012)
- Предвестники и объяснения (The Harbinger Companion: With Study Guide) (2013)
- Тайны шмиты (The Mystery of the Shemitah)[4] (2014)